# 塞拉皮翁 (將軍)
塞拉皮翁（?—前41年），是托勒密埃及女王克麗奧佩脫拉七世的將軍，他於前43年時任賽普勒斯統帥。他在羅馬內戰時違反女王的命令，幫助羅馬共和派蓋烏斯·卡西烏斯·隆吉努斯。因此他因這個理由，於前41年被處決。前48年凱撒派出的兩位使者前往埃及將軍阿基拉斯處協商，其中一位使者也叫塞拉皮翁，他們很可能是同一人。

## 生涯
當凱撒於亞歷山卓調解托勒密王位之爭時，他明顯站於克麗奧佩脫拉七世一方。因此，前48年秋季托勒密十三世的大臣波提紐斯密令阿基拉斯從培琉喜阿姆率領大軍朝首都亞歷山卓進軍。因為當時凱撒身邊的兵力不足，無法應付敵人，他於是強迫托勒密十三以國王的名義命阿基拉斯退兵，並讓塞拉皮翁和狄奧斯庫里得斯（Dioscurides）這兩位地位崇高的人擔任使者，且這兩人以前就因托勒密十三世之命前往羅馬任大使過。
塞拉皮翁等人告知阿基拉斯國王的命令後，阿基拉斯認為這命令一定不是托勒密十三世自己的意願，並定是被迫發出的。因此阿基拉斯煽動士兵的情緒，士兵們因此躁動下殺了狄奧斯庫里得斯，而塞拉皮翁雖然受了重傷，但他裝死，讓他沒有立即斃命。然而，史籍並沒有談起塞拉皮翁是否傷重去世，假如沒有，那克麗奧佩脫拉七世的賽普勒斯將軍很可能就是同一人。
在凱撒被刺殺的一年後，羅馬陷入內戰中。當時克麗奧佩脫拉七世站在凱撒派這一方，所以當羅馬共和派蓋烏斯·卡西烏斯·隆吉努斯要求埃及協助時，克麗奧佩脫拉七世以國內受到瘟疫和歉收而婉拒。但，那時擔任賽普勒斯統帥的塞拉皮翁沒有經過女王的同意，私自把她的艦隊交給卡西烏斯。除這支艦隊外，塞拉皮翁還把一些城市，如泰爾等交給卡西烏斯，使卡西烏斯能夠有足夠的力量於前43年七月擊敗當地凱撒派普布利烏斯·科爾內利烏斯·多拉貝拉。克麗奧佩脫拉七世對於自己的官員不受命令的行為非常氣憤。
現代歷史學者Michael Grant相信塞拉皮翁試圖扶持阿爾西諾伊四世登基，當時阿爾西諾伊四世與姊姊克麗奧佩脫拉七世敵對，正流亡於以弗所的阿耳忒彌斯神廟中，很可能塞拉皮翁要幫助她為埃及的新女王。羅馬內戰結束，克麗奧佩脫拉之後獲得馬克·安東尼寵愛，克麗奧佩脫拉開始用她的影響力去剷除敵人，其中不僅包含阿爾西諾伊四世，塞拉皮翁也在名單其中。塞拉皮翁他逃到泰爾尋求庇護，但在馬克·安東尼命令下被交了出來，落入克麗奧佩脫拉手中。學者們認為他非常有可能就這樣被處決了。

## 來源
1. ↑  尤利烏斯·凱撒, 《內戰記》 3.109.1-5; 李維,《從羅馬建城開始》, book 112, fragment 48 in Adnot. super 盧坎, 《法沙利亞》（ 10.471; 卡西烏斯·狄奧, Roman History 42.36.2 – 42.37.2
2. ↑  Walter Ameling: Serapion 2). In: Der Neue Pauly, vol. 11 (2001), col. 444
3. ↑  阿庇安, Civil Wars 4.61.262
4. ↑  Michael Grant, Kleopatra, p. 146
5. ↑  阿庇安, Civil Wars 5.9.35
6. ↑  Michael Grant, Cleopatra, p. 172 and Christoph Schäfer, Kleopatra, p. 131

- Michael Grant, Cleopatra, 1972 and 1974, German edition 1998, pp. 102, 146, 172.
- Christoph Schäfer, Kleopatra, 2006, pp. 63, 118, 131.